# 1970 en arts plastiques
| Années des arts plastiques : 1967 - 1968 - 1969 - 1970 - 1971 - 1972 - 1973    |
| Décennies des arts plastiques : 1940 - 1950 - 1960 - 1970 - 1980 - 1990 - 2000 |

Cette page concerne l'année 1970 en arts plastiques.

## Œuvres
- Spiral Jetty (en français : « Jetée en spirale »), œuvre de Land art de Robert Smithson, située au bord du Grand Lac Salé.

## Événements
- Création en Côte d'Ivoire du groupe Négro Caraïbe par les Martiniquais Serge Hélénon, Louis Laouchez et Mathieu-Jean Gensin (d).
- Exposition Simona Ertan, Maison de l'Argentine, Paris, 4-21 mars 1970.

## Naissances
- James Angus, artiste australien,
- Aleksander Balos, artiste polonais,
- Chen Ruo Bing, artiste chinois,
- 4 janvier : David Daoud, peintre français d'origine libanaise,
- 15 février : Shepard Fairey, peintre américain,
- 11 juin : Venya D'rkin, poète, musicien, peintre et écrivain soviétique puis russe († 21 août 1999),
- 5 septembre : Najib Tareque, graveur, peintre et écrivain bangladais.

## Décès
- 5 janvier : Ivan Vrona, critique d'art et peintre russe puis soviétique (° 17 septembre 1887),
- 7 janvier : Émile Bouneau, peintre et graveur français (° 7 février 1902),
- 12 janvier : Jaroslav Benda, peintre, graphiste, affichiste et designer austro-hongrois puis tchécoslovaque (° 27 avril 1882),
- 25 janvier : Rita Angus, peintre et graveuse néo-zélandaise (° 12 mars 1908),
- 27 janvier : Erich Heckel, peintre allemand (° 31 juillet 1883),
- 4 février : Sylvain Vigny, peintre français (° 8 avril 1903),
- 12 février : Carlos-Reymond, peintre et graveur français (° 16 novembre 1884),
- 15 février : Robert Pouyaud, sculpteur et peintre post-cubiste français (° 9 décembre 1901),
- 17 février : Pierre Dubreuil, peintre et graveur français (° 8 septembre 1891),
- 25 février : Mark Rothko, peintre américain (° 25 septembre 1903),
- 5 mars : Shima Seien, peintre nihonga japonaise (° 13 février 1892),
- 24 mars : Suzanne Drouet-Réveillaud, peintre orientaliste française (° 2 mars 1885),
- 30 mars : Leonid Ovsiannikov, peintre et pédagogue russe puis soviétique (° 25 mai 1880),
- 11 avril :
  - Rogi André, photographe portraitiste et peintre française d'origine hongroise (° 10 août 1900),
  - Antoine Martinez, peintre français (° 11 juillet 1913),
- 17 avril : Domenico Gnoli, peintre, illustrateur et scénographe italien (° 3 mai 1933),
- 23 avril : Sylvaine Collin, peintre française (° 29 juin 1902),
- 12 mai :
  - Henri Hayden, peintre et graveur français d'origine polonaise (° 24 décembre 1883),
  - Rylsky, peintre et graveur français (° 17 juillet 1901),
- 18 mai : Henri Ginet, peintre surréaliste français (° 29 décembre 1923),
- 22 mai : Gojmir Anton Kos, peintre, photographe et enseignant austro-hongrois puis yougoslave (° 24 janvier 1896),
- 23 mai : Simone Desprez, peintre française (° 15 octobre 1882),
- 7 juin :
  - Antoine Jacquemond, peintre et enseignant français (° 26 janvier 1885),
  - Ida Kerkovius, peintre et tisserande lettonne (° 31 août 1879),
- 11 juin :
  - Camille Bombois, peintre français (° 3 février 1883),
  - Esther Carp, peintre polonaise (° 18 décembre 1897),
- 1er juillet : Robert Barriot, peintre, émailleur et sculpteur français (° 22 juillet 1898),
- 4 juillet : Barnett Newman, peintre américain (° 29 janvier 1905),
- 15 juillet : Almada Negreiros, artiste portugais (° 7 avril 1893),
- 18 août : Henri Bercher, peintre suisse (° 13 décembre 1877),
- 28 août : Fernand Hertenberger, illustrateur, dessinateur, graveur et peintre français (° 10 avril 1882),
- ? août : Gabriel Robin, peintre français (° 28 mai 1902),
- 5 septembre : Gaston Ploquin, peintre et dessinateur français (° 18 décembre 1882),
- 22 septembre : Janko Alexy, peintre et écrivain austro-hongrois puis tchécoslovaque (° 25 janvier 1894),
- 23 septembre : Veno Pilon, peintre expressionniste, designer et photographe austro-hongrois puis yougoslave (° 22 septembre 1896),
- 25 septembre : Jefim Golyscheff, peintre et compositeur russe puis soviétique (° 20 septembre 1897),
- 29 septembre : Noe Canjura, peintre salvadorien (° 14 août 1922),
- 24 octobre : Andreu Gamboa-Rothvoss, peintre espagnol (° 21 septembre 1910),
- 9 novembre : Charles Martin-Sauvaigo, peintre français (° 7 février 1881),
- 14 novembre :
  - Jean Denis, peintre et aviateur français (° 2 janvier 1893),
  - Daniel Girard, illustrateur, peintre et graveur français (° 9 mars 1890),
- 17 novembre : Alla Horska, peintre soviétique (° 18 septembre 1929),
- 1er décembre : Hermine David, peintre et graveuse française (° 19 avril 1886),
- 2 décembre : André Barbier, peintre français (° 23 janvier 1883),
- 3 décembre : Georges Filiberti, peintre français d'origine italienne (° 12 mars 1881),
- 7 décembre : Konstanty Brandel, peintre et graveur polonais  (° 10 avril 1880),
- 12 décembre : Natan Altman, peintre, sculpteur, illustrateur et décorateur de théâtre russe puis soviétique (° 22 décembre 1889),
- 15 décembre : Albert Schmidt, peintre suisse (° 1er septembre 1883),
- 24 décembre : Henri Farge, peintre, aquafortiste et graveur sur bois français (° 1er janvier 1884),
- 25 décembre : Leff Schultz, peintre russe et français (° 6 novembre 1897),
- 30 décembre : Maurice Savreux, peintre français (° 27 mai 1884),
- 31 décembre : Alexandre Garbell, peintre français de l’École de Paris (° mai 1903),
- ? décembre : Jean Boullet, peintre, dessinateur, illustrateur, critique de cinéma et écrivain français (° 1921),

- ? :
  - Ottavio Baussano, peintre et décorateur italien (° 19 avril 1898),
  - Jane Berlandina, peintre française (° 15 mars 1898),
  - Émile Blondel, peintre français (° 6 août 1893),
  - Frédéric Deshayes, peintre et lithographe figuratif français (° 30 décembre 1883),
  - Inada Saburō, peintre et graveur japonais (° 1902),
  - Alfonso Frangipane, peintre, dessinateur, essayiste et historien de l'art italien (° 1881),
  - David Garfinkiel, peintre français d'origine polonaise (° 31 juillet 1902),
  - Edy Legrand, illustrateur et peintre français (° 24 juillet 1892),
  - Käthe Ephraim Marcus, peintre et sculptrice germano-israélienne (° 1892).